# Lorenzo Fasolo

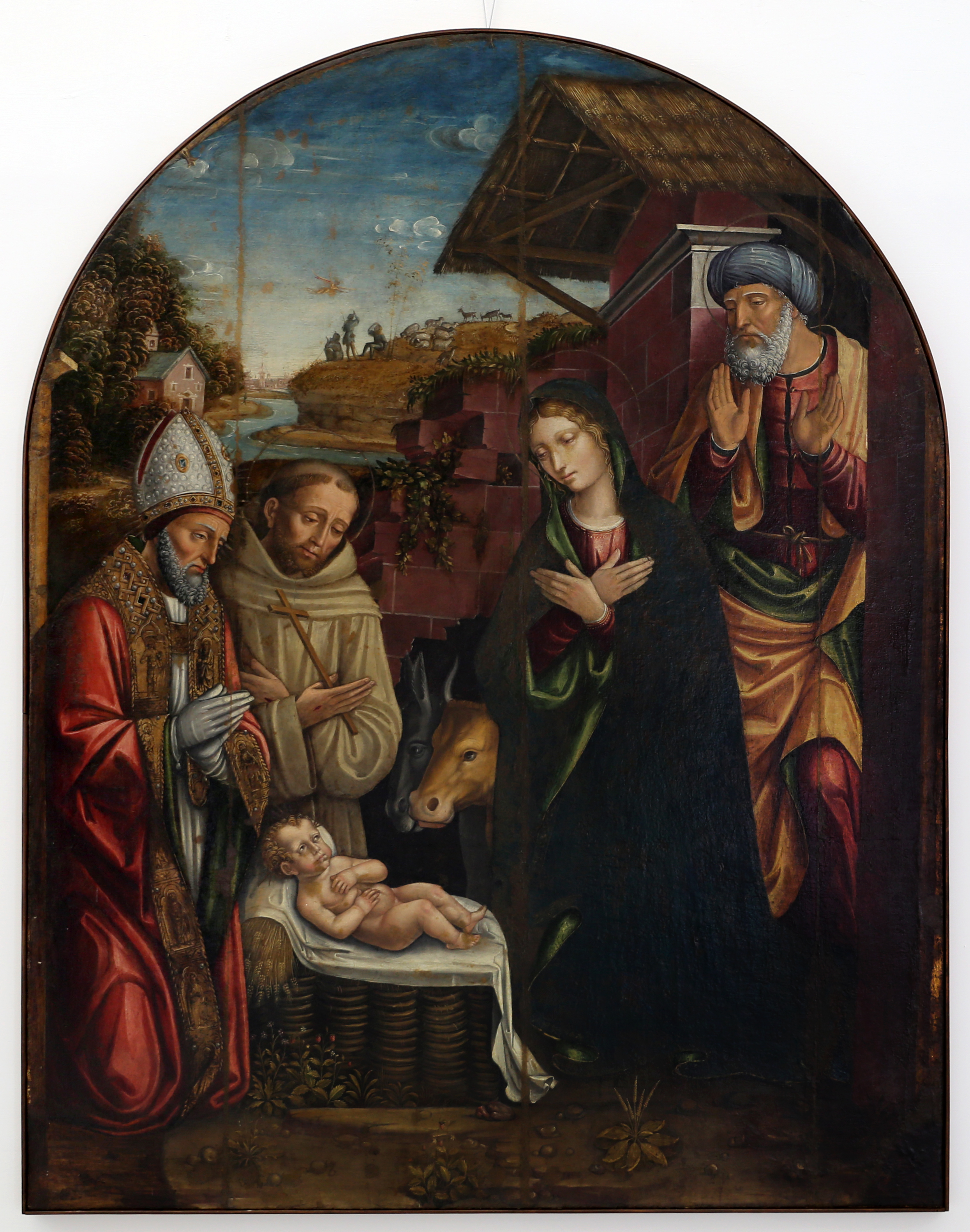
Adorazione del Bambino con s. Francesco e il beato Ottaviano, 1510 ca., Pinacoteca Civica di Savona, dall'antico duomo di savona

Lorenzo Fasolo (Pavia, 1463 circa – Genova, 1516) è stato un pittore italiano.

## Vita
Conosciuto anche con l'appellativo di Lorenzo da Pavia nacque a Pavia attorno al 1463. Citato in alcuni documenti tra il 1487 e il 1493, è presente nel 1490 tra l'elenco dei pittori chiamati presso il castello sforzesco di Milano per la decorazione di una sala in occasione dei due matrimoni tra Ludovico il Moro con Beatrice d'Este e tra Alfredo d'Este con Anna Visconti. Mentre, probabilmente negli stessi anni, dipinse alcuni ambienti del monastero di Santa Clara a Pavia e realizzò la tavola della Madonna della Misericordia, ora nel museo diocesano di Pavia.
Secondo le fonti storiche sarà nel 1495 che, assieme al figlio Bernardino Fasolo, si trasferirà a Genova e sarà proprio nell'allora capitale della Repubblica di Genova che comincerà ad avere i primi incarichi presso chiese e cappelle genovesi. Nei primi anni del XVI secolo decorerà le cappelle interne della cattedrale di San Lorenzo - nel 1502 con la collaborazione dei pittori Ludovico Brea e Giovanni Barbagelata - e nel 1503 nella chiesa di Nostra Signora del Carmine e Sant'Agnese. Ancora a Genova e sempre nel 1503 realizzerà la decorazione della tribuna e del presbiterio della chiesa di San Siro.
La sua apprezzata opera artistica viene ricercata anche per alcune chiese di Savona come la chiesa di Nostra Signora della Consolazione dove, tra il 1507 e il 1508, realizzerà la Maestà e l'affrescatura della cappella interna di Vincenzo Gustavino; sempre nel 1508 realizzerà un'altra Maestà per la chiesa di Sant'Agostino a Savona.
Rilevata nel 1508 la stessa bottega di Giovanni da Barbagelata decorerà e lascerà sue opere artistiche in molti edifici di culto genovesi, del Genovesato, del Tigullio e nel Savonese.
Morirà nel capoluogo ligure nel 1516 lasciando incompiuta l'opera Santi Sebastiano, Rocco e Pantaleo presso il santuario genovese di Nostra Signora del Monte, polittico che verrà ultimato da suo figlio Bernardino.

## Opere

### In Italia
- Affreschi - Pavia, chiesa di Santa Clara
- Tavola (1496) - Genova, cappella della famiglia Cybo presso la Chiesa di Santa Maria in Passione
- Dipinto (1498) - Genova, cappella di San Francesco presso la chiesa di Nostra Signora del Carmine e Sant'Agnese
- Affreschi (1502) - Genova, cattedrale di San Lorenzo (assieme a Ludovico Brea e Giovanni da Barbagelata)
- Affreschi (1503) - Genova, cappella presso la chiesa di Nostra Signora del Carmine e Sant'Agnese
- Affreschi - Genova, Abbazia di San Giuliano (in collaborazione con il figlio Bernardino Fasolo)
- Tribuna e presbiterio (1503) - Genova, chiesa di San Siro
- Santi Siro, Rocco e Sebastiano - Bargagli, chiesa di San Siro[3]
- Maestà e affreschi (1507-1508) - Savona, chiesa di Nostra Signora della Consolazione
- Compianto di Cristo (1508) - Chiavari, monastero delle Clarisse
- Santi Fabiano e Sebastiano tra i Santi Giovanni Battista e Antonio abate - Genova, oratorio della famiglia Sauli
- Maestà (1508) - Savona, chiesa di Sant'Agostino
- Genealogia della Vergine (1513) - Savona, chiesa di San Giacomo (oggi conservata in un deposito del museo del Louvre di Parigi)[4]
- Polittico Santi Sebastiano, Rocco e Pantaleo (1518) - Genova, Santuario della Madonna del Monte
- Madonna della Misericordia - Museo diocesano di Pavia
- Storia della vita di Cristo - Chiavari, monastero delle Clarisse
- Lunetta affrescata Madonna col Bambino, san Giovanni Battista e san Marco - Chiavari, chiesa di San Giovanni Battista
- Affresco Madonna della Misericordia e Strage degli innocenti - Lavagna, santuario di Nostra Signora del Ponte
- Tavola Madonna del Buon Viaggio - Chiavari, museo diocesano (anticamente conservata presso la chiesa di San Nicolò dell'Isola presso Sestri Levante)

### All'estero
- Ancona rinascimentale (XVI secolo) - Zurigo, museo nazionale svizzero (anticamente conservata presso la chiesa di San Vigilio di Lugano)